# うちの奥さん 隣のママさん

リンダ・ビーチ（1960年）

『うちの奥さん 隣のママさん』（うちのおくさんとなりのママさん）は、1961年10月1日から1962年7月29日まで日本テレビ系列局で放送されていた読売テレビ製作のテレビドラマである。早川電機工業（現・シャープ）の一社提供。全44回。放送時間は毎週日曜 12:15 - 12:45 （日本標準時）。

## 概要
外国人家族のリンダ・ビーチ母子、フランス料理の大家でもある洋裁学校講師の小山夫妻、若い新婚夫婦の九谷家の3家族のエピソードを描いたホームドラマ。3家族の住居は隣り合わせになっており、ビーチ家のメイドと小山家の内弟子が3家族を繋ぐ役割を果たしている。

## 出演者
- リンダ・ビーチ：リンダ・ビーチ
- 小山家夫婦：千葉信男、宮城千賀子
- 九谷家夫婦：谷幹一、九条映子
- ビーチ家のメイド：富永三沙子
- 小山家の内弟子：川上晴子
- 星輝美[2]

## スタッフ
- 脚本：山下与志一
- 演出：米村輝国